# Фосфит свинца(II)
Фосфит свинца(II) — неорганическое соединение,
соль свинца и фосфористой кислоты
с формулой PbPHO3,
белые кристаллы,
не растворяется в воде

## Получение
- Обменная реакция фосфита натрия и растворимой соли свинца:

{\displaystyle {\mathsf {PbCl_{2}+Na_{2}PHO_{3}\ {\xrightarrow {}}\ PbPHO_{3}\downarrow +2NaCl}}}

## Физические свойства
Фосфит свинца(II) образует белые кристаллы.
Не растворяется в воде.

## Химические свойства
- Разлагается при нагревании (>200°С) на фосфат и фосфин.

## Применение
- Стабилизатор поливинилхлорида, обладает светозащитными и антиокислительными свойствами [1]